# 宮崎街道 (岡崎市)
宮崎街道（みやざきかいどう）とは、愛知県岡崎市宮崎町に至る街道である。

## 概要
岡崎市樫山町を通る国道473号（樫山街道）からさらに東へ、清流男川に沿うようにして宮崎町方面へ続く街道で、現在の愛知県道37号岡崎作手清岳線がこの道筋をほぼ踏襲している。但し「宮崎街道」という名称自体が古い呼び方で、現在このような案内標識はなく、市販の地図にも記載されていることはないので、現在はその名称すら知らない人々が多い。宮崎の旧道区間を除き、かなりの区間で道路改良が進んでいるため、むかしのような峻険さは感じることはない。宮崎の街並みを通り越してさらに東に進むと闇刈渓谷があり山道を登って本宮山に至る。また九十九折の田原坂を登れば新城市作手地区の中心部に至る。

### 明見坂の改修
宮崎村の明見（現在の岡崎市明見町）から豊富村の淡渕（現在の岡崎市淡渕町）への道筋は、現在では男川に沿うように流れに従って大きく迂回するルートである。これは崖を開鑿して造成した平坦な道である。それ以前のルートは峠を越える直線の山道だった。この山道の区間のことを「明見坂」といい、牛馬車が交通の主流だった時代、宮崎街道の中でも難所であった。
宮崎村初代村長の山本源吉は、助役の河合和助とともに、村の発展には道路の改修が不可欠と考えた。馬や車の通れる道にするため村会で提議し、満場一致の可決を得るも、その工費が問題となった。村民に相談し反対をされつつも、熱心にその必要性を説いて回り、なんとか明見坂の改修工事にこぎつけた。村債は1893年（明治26年）には完済し、山の値段も3倍となった。現在、明見坂の途中には当時の宮崎街道記念碑が残されている。

### 本宮山道標
この道標は本宮山への道しるべで、後生車を兼ねている。道標上部が繰り抜かれていて、そこに直径25センチメートルほどの石の車がはめ込まれていることが特徴。後生車を廻して後生の安楽を祈った。この本宮山道標はもともと現在ある位置から100メートルほど奥まった宮崎街道沿いにあった。1892年（明治25年）の明見坂改修によって坂の下に移動し、さらにその後の県道開通によって現在の場所に移された。
正面には「右 本宮山」と大きな文字が刻まれており、側面には「南無阿弥陀佛」・「左 をかさき」・「右 なつやま」と刻まれている。

## 接続する街道
- 樫山街道（岡崎市）
- 千両街道（豊川市）

## その他の宮崎街道
豊川駅前を起点として北上して千両町を通る千両街道も、杣坂峠を越えれば宮崎に至ることから宮崎街道と呼ばれることがある。豊川市平尾町から萩町羽根に出て、山陰川に沿って北東方向へ進み萩坂峠を越える、主に現在の愛知県道332号大代赤坂線も宮崎街道の支線で、途中で千両街道と合流しつつ宮崎に至る。江戸時代には郷倉がこの沿道にあり、御馬湊への米の輸送はこの道を利用した。

## 沿線・周辺
| - 円跡寺 - 白山神社 - 桜井寺 - 定林寺 - 須賀神社 - 意得寺 - 岡崎市役所額田支所 - 岡崎市立豊富小学校 | - 岡崎市立額田中学校 - 天恩寺 - あわ渕園 - 男川やな - 岡崎森林組合 - 宮崎郵便局 - 岡崎市立宮崎小学校 |